# マージョリー・ゲストリング
マージョリー・ゲストリング（英: Marjorie Gestring, 1922年11月18日 - 1992年4月20日）は、アメリカの元女子飛込競技選手。1936年に開催されたベルリン五輪大会の女子3メートル飛板飛込競技で金メダルを獲得し、史上最年少の五輪金メダリストとなった。1976年に国際水泳殿堂入りしている。

## 競技生活

### 史上最年少で五輪金メダルを獲得

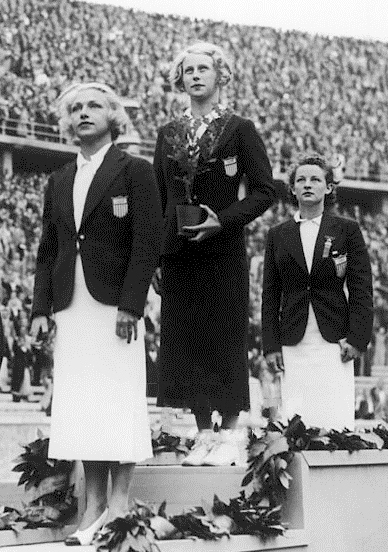
1936年8月13日、ベルリン五輪女子3m飛板飛込競技の表彰式でのゲストリング（中央）、ロールズ（右）、ヒル（左）。

ゲストリングは1922年11月18日、カリフォルニア州ロサンゼルスで生まれた。1936年4月にイリノイ州シカゴで行われた全米体育協会の女子飛込競技選手権を制し、初めて大きな競技大会で優勝した。同年7月、開幕を目前に控えたベルリン五輪への出場選手を決定するため、女子飛込競技および女子競泳競技のアメリカ代表選考会がニューヨークで開かれ、ゲストリングは女子3メートル飛板飛込決勝で78.72点をマークして78.74点を記録したキャサリン・ロールズに次ぐ2位に入り、同競技種目のアメリカ代表としてベルリン五輪に出場することが決まった。
翌8月に開催されたベルリン五輪の女子3メートル飛板飛込競技は12日8時から実施され、ゲストリングとロールズによる激しい戦いとなった。当時の女子3メートル飛板飛込のルールは制限選択飛びで3回の試技を行なった後、自由選択飛びで3回の試技を行い、これら6回の試技の合計点を競うというものだった。金メダル争いは制限選択飛びの試技の段階で既に2人による一騎打ちの様相を呈し、制限選択飛びを経て自由選択飛びで2回目の試技が終わった時点で1位ロールズの総得点が73.41点、対する2位のゲストリングが73.27点という僅差での接戦となり、両選手がそれぞれ最後の試技に金メダルを賭けるスリリングな展開になった。ゲストリングはここで後踏切前宙返り1回半抱え型を決めて16.00点をマークし、総得点を89.27点として総得点88.35点のロールズを0.92点差で逆転し、金メダルを獲得した。
この金メダルを獲得した1936年8月12日の時点で、ゲストリングはまだ13歳268日であり、史上最年少の五輪金メダリストになった。2017年8月に更新された国際オリンピック委員会の公式記録においても、ゲストリングが五輪個人種目での史上最年少金メダリストと記載されている。ロールズは最後の試技が14.94点とスコアを伸ばせず銀メダルにとどまったが、総得点82.36点でドロシー・ポイントン＝ヒルも銅メダルを獲得し、この種目は前回1932年ロサンゼルス五輪に続き米国代表の3人が表彰台を独占した。オハイオ州トレドの地方紙『The News-Bee Sports』紙は、女子3メートル飛板飛込競技でのゲストリングとロールズとの戦いについて、1万5000人の観衆が見守る中で行われた金メダルをめぐる非常にエキサイティングな「決闘（duel）」だったと論評している。13歳で五輪金メダリストになったゲストリングにとって、このベルリン大会が最初で最後の五輪大会になるとは当時、誰も考えなかった。

### ベルリン五輪大会以後の競技生活
ベルリン五輪の閉幕後、ゲストリングは次の五輪大会である1940年東京オリンピックに向けて全米選手権に出場し、1938年と1939年の両大会で女子3メートル飛板飛込を制した。また、1937年にはアリゾナ州の地方大会にも出場し、ここでも優勝している。1938年7月に東京は日中戦争の長期化を理由に1940年五輪の開催権を返上し、その代替としてフィンランドのヘルシンキが開催予定地になったが、1939年9月に第二次世界大戦が始まったため1940年の五輪大会は開催そのものが中止となった。しかし、それでもゲストリングはアメリカ国内の競技大会への出場を続け、全米選手権では1939年・1940年と2大会連続で女子10メートル高飛込の金メダルを獲得した。さらに1940年には女子3メートル飛板飛込でも金メダルを獲得している。ゲストリングはその競技生活において全米選手権の女子3メートル飛板飛込で6つの金メダル、女子10メートル高飛込で2つの金メダルを獲得した。
ゲストリングの強さは空中フォームと宙返り・ひねりの正確さと美しさ、そして、それらを試技に巧みに織り込む芸術性にあった。第二次世界大戦のため1940年五輪と1944年ロンドンオリンピックが開催中止となり、五輪には1936年のベルリン大会にしか出場できなかったが、同時代に競技生活を送った同僚の元女子飛込競技選手であるマーガレット・アンブロシアは、「当時は女子飛込競技界でアメリカが非常に強い時代だった。そのアメリカで誰もゲストリングに勝てなかったのだから、もし1940年の五輪大会が計画通りに開催されていたならば、おそらく彼女は金メダルを獲得していただろう」と1984年に語っている。
アメリカオリンピック委員会（英: The United States Olympic Committee, 略称：USOC）は開催されるはずだった1940年五輪大会の幻のメダルの代替として金銀銅のメダルを授与することを決定し、ゲストリングはUSOCから金メダルの授与を受けた。1948年ロンドンオリンピックへの出場にも挑戦したが、アメリカ代表選考会で4位にとどまり、出場はならなかった。
1992年4月20日、ゲストリングはカリフォルニア州ヒルズボロの自宅で事故のため69歳で死去した。